# بادي كارتي
بادي كارتي (بالإنجليزية: Paddy Carty)‏ هو عازف فلوت ‏ أيرلندي، ولد في 1929، وتوفي في 1980.

## وصلات خارجية
- بادي كارتي على موقع ميوزك برينز (الإنجليزية)
- بادي كارتي على موقع ديسكوغز (الإنجليزية)